# Ponsen en angen
Ponsen en angen of ponsen en nieten was een bepaald gebruik dat plaatsvond op 14 en 21 januari.
Het gebruik is bekend vanuit de middeleeuwen en het vond plaats op de feestdagen van Sint Pontiaan (14 januari) en Sint Agnes (21 januari).
In de stad Utrecht bestond rond deze dagen onder meer een grote jaarmarkt met kermis. Tijdens deze periode trakteerden op Pontiaansdag eerst de meisjes hun geliefden op een bepaald soort speculaaskoeken, zogeheten poncen (ponsen). Een week later werden door de jongens onder het lawaai van pannen en deksels vervolgens Agnietenkoeken (angen of nieten) aan de meisjes teruggegeven. Ondanks dat het stadsbestuur na de Reformatie (ca. 1580) optrad tegen dit gebruik, heeft het tot diep in de 17e eeuw in die stad bestaan.